# Тени забытых предков (повесть)
«Тени забытых предков» (укр. Тіні забутих предків) — повесть украинского писателя Михаила Коцюбинского, написанная в 1911 году под впечатлением от его пребывания на Гуцульщине. В произведении описана любовь Ивана и Марички, двух гуцулов из враждующих семей, которая для обоих заканчивается трагически. Повесть посвящена аспектам жизни гуцулов и включает в себя элементы фольклора.

## Сюжет
Иван встретил девочку из рода Гутенюков (с которым давно враждует его семья) и сначала стал её бить, но она повела себя мирно, поэтому они разговорились.
Когда Иван и Маричка подросли, между ними зародилась любовь. Но Иван должен был идти наниматься пасти овец в горах, поэтому попрощался с Маричкой. Работая пастухом, парень часто вспоминает свою любимую. За лето с ним произошло много приключений, но наконец Иван возвращается домой. А Марички уже нет, за день до его возвращения она переходила Черемош и была снесена водой.
Долго искал парень свою любимую, не веря в её гибель, но со временем все же нашел её тело. После этого Иван надолго исчез, никто не слышал о нём долгих шесть лет. Девушки уже составили песни о любви и смерти Ивана и Марички, потому что думали, что Иван погиб с горя. Наконец на седьмой год он появился усталый, но спокойный. Рассказывал, что сначала пастушил в разных местах, а потом женился.
Жена Ивана, Палагна, была из богатого рода, добрая хозяйка. Но она не была удовлетворена своим мечтательным мужем, который все больше любил пастушить, а не сидеть дома.
Палагна становится любовницей соседа Юры, про которого говорят, что он волшебник. Она не пряталась со своей любовью и о ней стало известно многим, Иван же опустел. Он бродил по горам, и ему казалось, что Маричка зовёт его. Однажды Иван побежал за голосом Марички и разбился. Палагна делает вид, что сожалеет за ним, но теперь она свободная женщина. А возле дома плачут трембиты.

## История
В 1910 году Михаил Коцюбинский посетил карпатское село Криворовня. Кратковременного пребывания в этих краях было недостаточным для него, чтобы дать материал для написания целого романа, но живописная природа и первозданная жизнь жителей вызвали у него стойкое желание писать о гуцулах. Позже он снова посетил этот регион и остался изучать обычаи, быт и фольклор местных жителей. По словам Коцюбинского, гуцулы в XX веке оставались язычниками, и его впечатления от волшебного плена горцев легли в основу его рассказа.

## Персонажи
- Иван Палийчук: главный герой романа, 19-й ребёнок в семье, хотя большинство его братьев и сестёр умерли молодыми. Он социальный изгой и часто убегает в лес.

- Маричка Гутенюк: любовь Ивана из конкурирующей семьи Гутенюков. Обладает поэтическим талантом, сочиняет и поёт песни. Когда Иван уходит, она погибает во время наводнения, а позже проявляется перед ним как мавка, ведущая его к смерти.
- Палагна: девушка из богатой семьи, на которой Иван женится после смерти Марички. Однако она обижена на Ивана и не понимает ни его, ни его песен. У неё появился роман с соседом, мольфаром по имени Юра, и она одобряет его колдовство.
- Юра: Мольфар, наделённый сверхъестественными способностями. У него есть возможность управлять погодой, спасать домашний скот и вредить людям. Он стремится причинить Ивану болезнь и смерть.

## Экранизации и постановки
- В 1960 году была создана балетная обработка Виталия Кирейко. Премьера состоялась во Львовском театре, а авторами либретто стали Наталия Скорульская и Флориан Коцюбинский. Балет снова был поставлен в Киевской опере, а в 1990 году по этому второму спектаклю был выпущен балетный фильм[1].
- В 1964 году вышла экранизация Сергея Параджанова. Главные роли исполнили Иван Миколайчук (Иван), Лариса Кадочникова (Маричка), Татьяна Бестаева (Палагна), Спартак Багашвили (Юра).
- В 2014 году в Виннице прошёл литературно-художественный проект «Экскурсия одного произведения», посвящённый 150-летию со дня рождения Михаила Коцюбинского. Мероприятие включало в себя выставку кабинета писателя, театрализованное представление по мотивам «Теней забытых предков» и видеоинсталляцию. Театрализованное представление чередовалось между отрывками из романа и рассказами о процессе его создания[2].

## Влияние на культуру
- В 2001—2002 годах украинская художница Катерина Косьяненко написала серию картин «Тени забытых предков» по мотивам повести и её экранизации.
- В 2013 году американская фолк-группа «A Hawk and a Hacksaw» выпустила концептуальный альбом «You have Already Gone to the Other World» с подзаголовком «Music inspired by Paradjanov’s Shadows of Forgotten Ancestors», написанный как альтернативный саундтрек к экранизации повести.
- В 2022 году украинская певица Алина Паш написала на музыку Тараса Базеева песню «Тiнi забутих предкiв (Shadows of Forgotten Ancestors)».